# Friedrich Hanssen

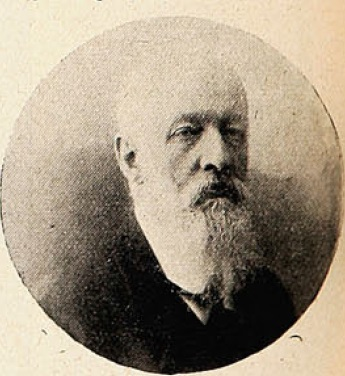
Fotografía de Friedrich Hanssen en 1914.

Friedrich Ludwig Christian Hanssen o Federico Hanssen (Moscú, 2 de agosto de 1857 - Santiago de Chile, 19 de agosto de 1919) fue un filólogo y lingüista alemán.

## Biografía
Hijo de un comerciante de la ciudad alemana de Lübeck, Eugen Gottfried Theodor Hanssen y de Julia Burchiardi. Realizó sus primeros estudios en el Gymnasium Catharineum de Lübeck, donde además aprendió latín, griego, y algunas nociones sobre la Antigüedad Clásica. Estuvo algunos semestres en la Universidad de Leipzig y en la Universidad de Estrasburgo. En 1882 obtuvo en esta última el diploma de doctor en Filosofía y dos años más tarde el cargo de privatdozent en la Universidad de Leipzig. En 1889 el gobierno real de Sajonia le nombró profesor extraordinario de Filología.
Llegó a Chile en el año 1889, contratado por el ministro de Educación Julio Bañados Espinosa, para regentear la cátedra de latín y filología clásica del en ese año recién fundado "Instituto Pedagógico"; dio clases de lingüística, griego, alemán, retórica e historia literaria. Además le encomendaron las clases de latín, griego y alemán en el Instituto Nacional. Fue nombrado director del Instituto Pedagógico en 1911. 
El profesor Hanssen fue el artífice de importantes reformas educativas en materia de Filología Clásica, que hasta entonces se estudiaba sólo en la secundaria, haciendo que se pudiera cursar dicha carrera en la universidad.
En una serie de trabajos y de artículos aparecidos en su mayor parte en los Anales de la Universidad de Chile o en los Verhandlungen des deutschen wissenschaftlichen Vereins in Santiago de esa misma ciudad (Anales de la Sociedad Científica Alemana), o en otras europeas como Bulletin Hispanique, Romanische Forschungen, etc., publicó diversos estudios sobre gramática histórica del castellano ("Sobre la formación del imperfecto de la segunda y tercera conjugación castellana en las poesías de Gonzalo de Berceo" 1894; "Sobre la pronunciación del diptongo IE en la época de Gonzalo de Berceo" 1895; "Estudios ortográficos sobre la Astronomía del rey D. Alfonso X" 1895; "Sobre la conjugación de Gonzalo de Berceo (1895); "Suplemento a la Conjugación de Berceo", 1895; "Espicilegio gramatical" 1912 y "La pasiva castellana, 1912"; "Notas a la Vida de Santo Domingo de Silos", 1907; "Dos problemas de Sintaxis", 1907) y métrica ("Zur spanischen und portugiesischen Metrik" 1900; "Metrische Studien zu Alfonso und Berceo", 1903). Todos estos trabajos fueron recopilados de forma póstuma en los dos volúmenes de sus Estudios: métrica, gramática, historia literaria Santiago de Chile: Ediciones de los Anales de la Universidad de Chile, 1958. Su obra más famosa es sin embargo su Spanische Grammatik auf historischer Grundlage, Halle: Max Niemeyer, 1910, que mejoró mucho en su refundición en español Gramática histórica de la lengua castellana, Halle: Niemeyer, 1913.

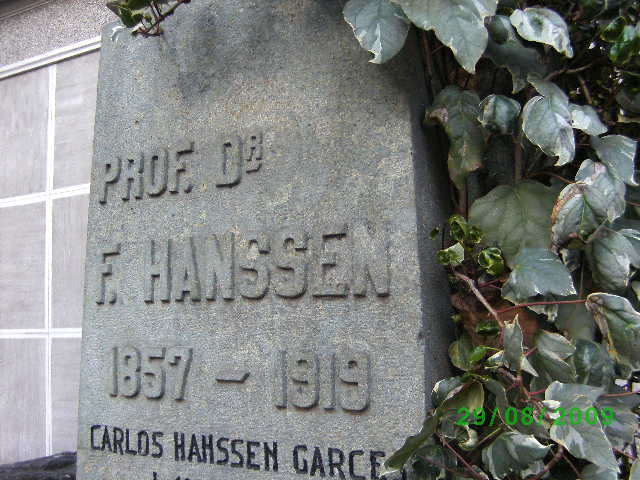
Tumba de Hanssen en el Cementerio General de Santiago de Chile.

Durante varios períodos presidió la Sociedad Científica Alemana, el Club Alemán y el Directorio del Colegio Alemán. Fallece rodeado de sus alumnos. En 1916 le correspondió crear la escuela primaria nocturna que dos años más tarde se convirtió en el Liceo Nocturno, que tras su muerte pasó a tener su nombre. Tuvo  tres hijos varones: Federico, Juan y Carlos todos nacidos en Santiago de Chile. Su residencia estaba ubicada en la Calle Tocornal. Falleció después de una prolongada enfermedad en el Hospital Alemán el 19 de agosto de 1919.
En ciertos aspectos, Hanssen, que llevaba a cabo sus pesquisas en un aislamiento intelectual casi total, se adelantó a Ramón Menéndez Pidal (p. ej., en lo que atañe a la dialectología peninsular proyectada en el nivel cronológico de la Edad Media). En otros aspectos (la morfología del pronombre y del verbo), los juicios de Hanssen resultaron a veces más certeros que los que don Ramón formuló por los mismos años, y en algunas ocasiones reiteró hasta la última revisión (1941) de su Manual de gramática histórica española. Junto a Andrés Bello y Rodolfo Lenz (1863-1938), es uno de los más importantes filólogos chilenos de todos los tiempos, pese a los ataques que todos ellos sufrieron por parte de Eduardo de la Barra (1839-1900). Su aporte al estudio de la lengua griega en Chile está contenido en sus artículos: "Música griega", "Interpretación de la Iliada" y la traducción del Ruego de Tetis, trabajos aparecidos en los Anales de la Universidad de Chile.